# Aulus Corneli Màmmula (pretor 217 aC)
Aulus Corneli Màmmula (en llatí: Aulus Cornelius Mammula) va ser un magistrat romà del segle iii aC.
Va ser pretor l'any 217 aC al començament de la Segona Guerra Púnica, any en què es va comprometre a un ver sacrum, o sacrifici sagrat a la primavera, però no ho va complir fins a l'any 195 aC. L'any 216 aC va ser enviat com a propretor a l'illa de Sardenya i va demanar al senat gra per pagar així a les seves tropes, però no li va ser concedit degut altres necessitats més urgents.